# Cerapachys wroughtoni
Cerapachys wroughtoni är en myrart som beskrevs av Auguste-Henri Forel 1910. Cerapachys wroughtoni ingår i släktet Cerapachys och familjen myror. Inga underarter finns listade i Catalogue of Life.

## Bildgalleri

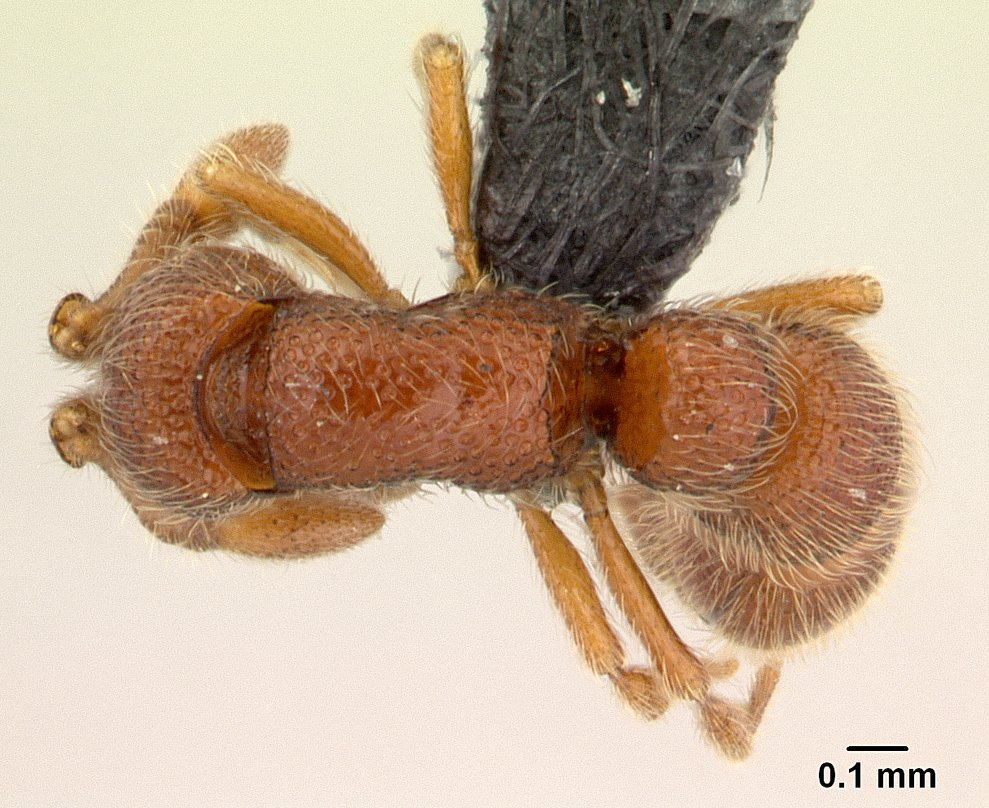
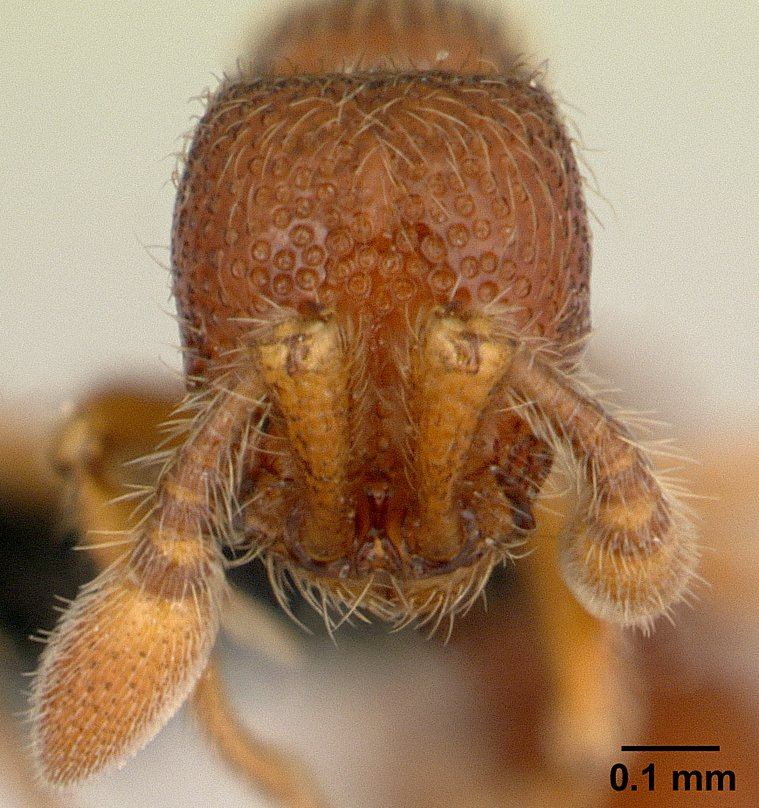
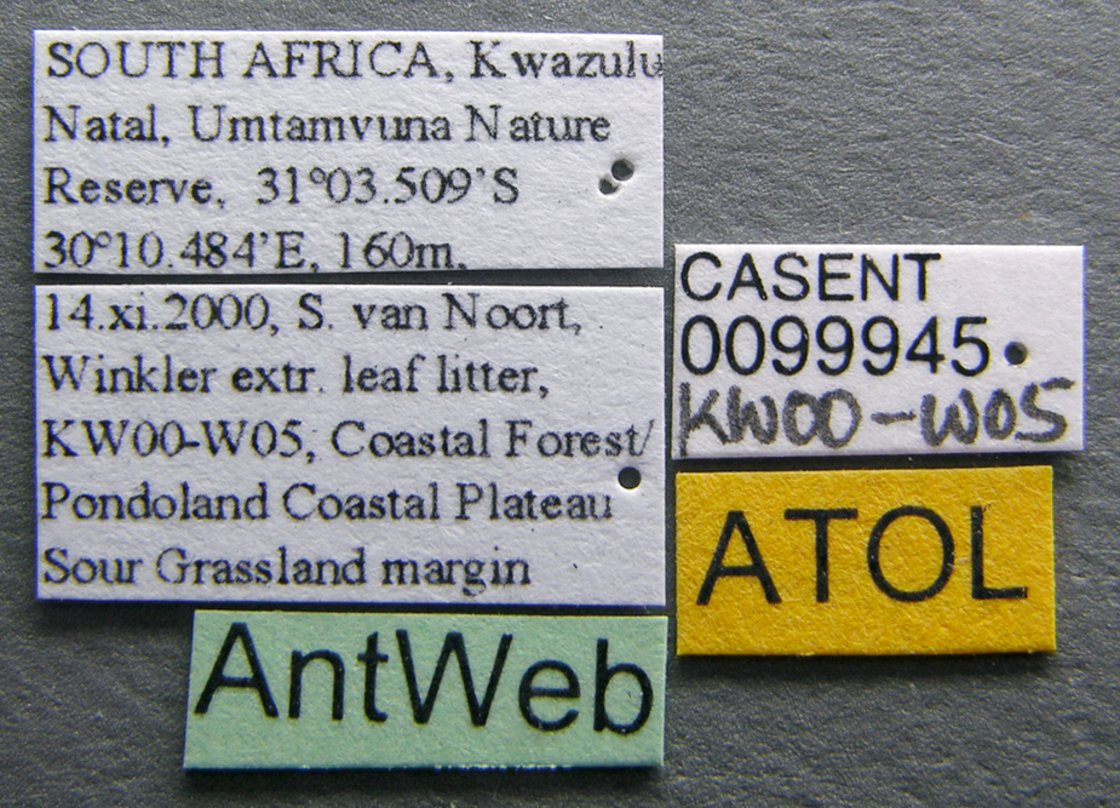
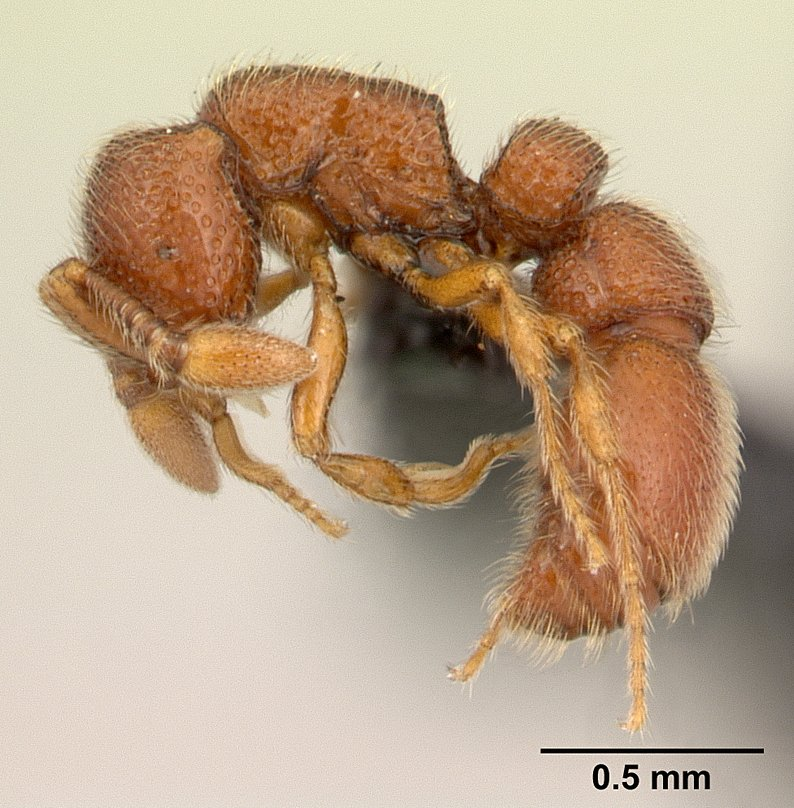
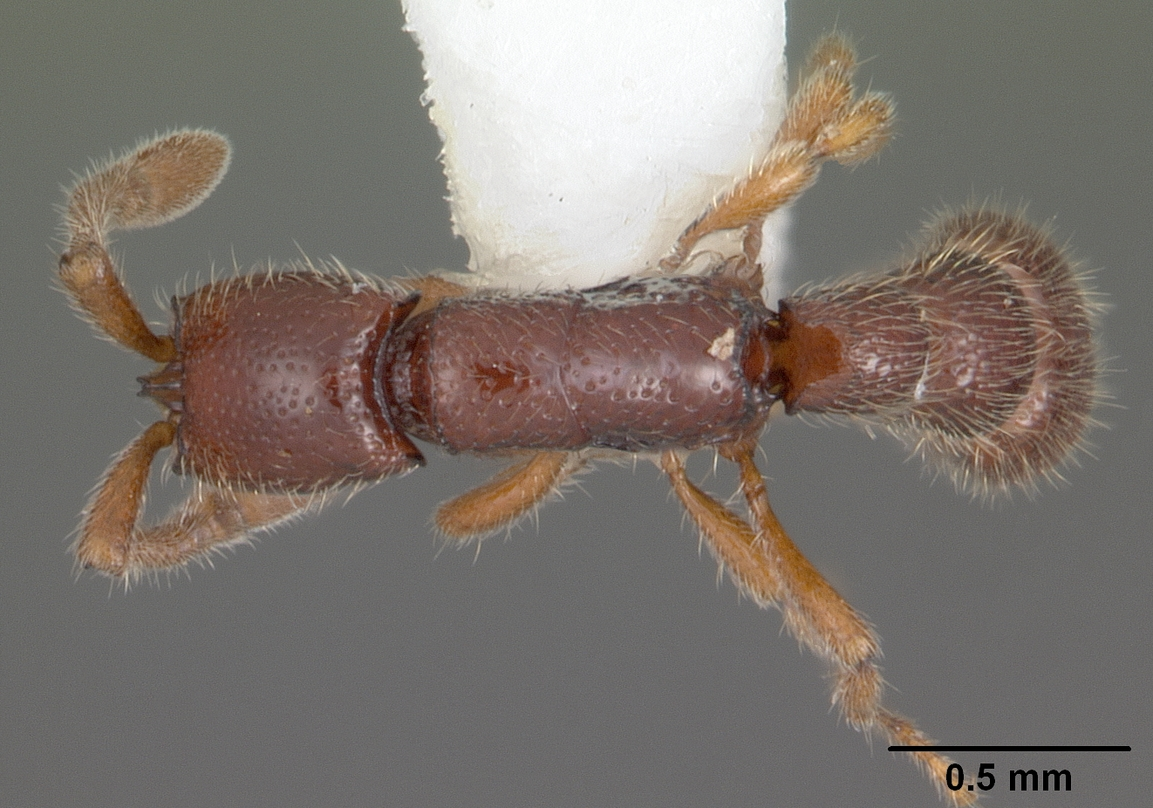
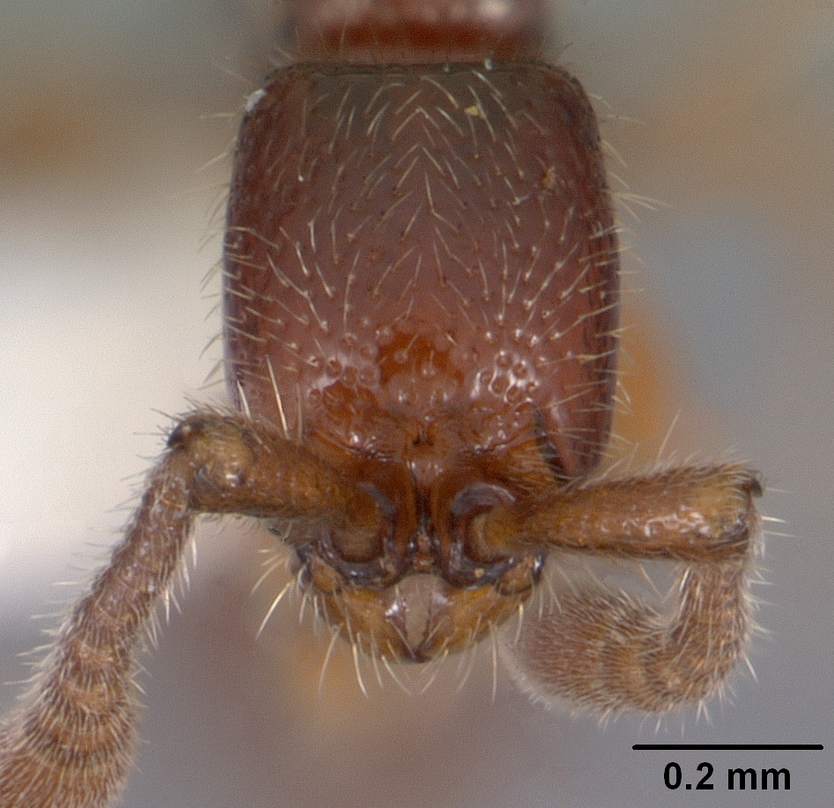